# Municipio de Jalostotitlán
El municipio de Jalostotitlán es uno de los 125 municipios de Jalisco. Se encuentra localizado en la región Altos-Sur y su cabecera es la ciudad del mismo nombre.

## Descripción geográfica
El municipio de Jalostotitlán se localiza en la región altos Sur del estado de Jalisco. Sus municipios colindantes son Teocaltiche, Mexticacán, San Miguel el alto, Valle de Guadalupe, Cañadas de Obregón y San Juan de los Lagos. Tiene una extensión territorial de 566.52 kilómetros cuadrados.
El municipio colinda al norte con el municipio de Teocaltiche, al este con el municipio de San Juan de los Lagos, al sur con el municipio de San Miguel el Alto, al suroeste con el municipio de Valle de Guadalupe y al noroeste con el municipio de Cañadas de Obregón.

## Medio físico
El 51.5 % del municipio tiene terrenos planos, es decir, con pendientes menores a 5 °C. La roca predominante es una combinación de arenisca - conglomerado (29.2 %), compuesta por rocas sedimentaria y El suelo predominante es planosol (40.5 %), desarrollados en relieves planos que suelen inundarse. Medianamente profundos, con vegetación natural de pastizal o matorral. Tienen una capa subyacente impermeable. Se utilizan con rendimientos moderados en la ganadería. Son muy susceptibles a la erosión en las capas superficiales.
El territorio está conformado por terrenos que pertenecen al período cuaternario. La composición de los suelos es de tipos predominantes Planosol Eutrico y Feozem Háplico. 

### Hidrografía
Los tipos de recursos hídricos del municipio están constituidos por aguas subterráneas, ríos y lagos. El territorio está ubicado dentro de 4 acuíferos de los cuales el 100.0% no tienen disponibilidad y el 0.0% se encuentra con disponibilidad de agua subterránea.
El territorio municipal está dentro de las cuencas Río Santiago 1 de las cuales el 100.0% tienen disponibilidad y el 0.0% presentan déficit de disponibilidad de agua superficial.
Sus recursos hidrológicos son proporcionados por los ríos: Jalostotitlán, San Gaspar, La Laja, San Juan y San Miguel; los arroyos: Campo Santo, Santa Ana y Grande; las lagunas y presas: Capulimes, Jalostotitlán, Laguna Seca, Las Vaquillas y El Monte Largo.

### Clima, temperatura y precipitación
El municipio de Jalostotitlán (100 %) tiene clima semicálido subhúmedo. La temperatura media anual es de 18.7 °C, mientras que sus máximas y mínimas promedio oscilan entre 32.3 °C y 3.9 °C respectivamente. La precipitación media anual es de 701mm.

## Áreas naturales protegidas
Jalostotitlán cuenta con 0.3 % de humedales sin algún área natural protegida tipificada en su territorio.

## Sequía
A nivel municipal la sequía extrema es la que tiene una mayor distribución con un 61.9% seguido por la excepcional, severa y moderada con 21, 10 y 3 por ciento respectivamente.

## Flora y fauna
Su vegetación se compone básicamente de pastos en lomerío y faldas. En bosques, la vegetación es pobre, predominando el encino. Existe selva baja, espinosa, con huizache, nopal, palo dulce, granjeno, mezquite y otras plantas gigantes. Y la especie endémica de cedro blanco.
El coyote, el conejo, la ardilla y otras especies menores pueblan este lugar.

## Infraestructura
El municipio cuenta con 16 servicios públicos, de los cuales destacan 41, escuela, seguido de 19 con templo e instalación deportiva o recreación con 13.

### Salud
De acuerdo con los registros de la secretaría de salud, en el municipio se encuentran 9 unidades de servicio de salud como lo son consultorios, hospitales generales y especializados, oficinas administrativas, farmacias, laboratorios, unidades de medicina familiar, de especialidades médicas y móviles. De las cuales 4 corresponden a la Secretaría de Salud (SSJ), 3 unidades de salud son de los Servicios Médicos Privados y 1 módulo del Instituto de Seguridad y Servicios Sociales para los Trabajadores del Estado (ISSSTE).

## Demografía y localidades
Según el Censo de Población y Vivienda 2020, su población en ese año era de 32,678 personas; de las cuales el 49 por ciento eran hombres y 51 por ciento mujeres.  Comparando este volumen poblacional con el del año 2015 (33,777 habitantes), se observa que la población municipal disminuyó un 3.25 por ciento en cinco años.

### Localidades
En 2020 Jalostotitlán contaba con 163 localidades, de éstas, 16 eran de dos viviendas y 46 de una. La localidad de Jalostotitlán era la más poblada, con 24,890 personas, que representaban el 76.2% de la población del municipio; le seguía Solidaridad [Fraccionamiento] con el 4.2%, San Gaspar de los Reyes (San Gaspar) con el 2.7 %, Teocaltitán de Guadalupe con el 2.1 % y Jardines del Sol [Fraccionamiento IPROVIPE] con el 1.7 % del total municipal.
| Código INEGI      | Localidad         | Población (2020) |
| ----------------- | ----------------- | ---------------- |
| 140460001         | Jalostotitlán     | 24 890           |
| 140460301         | Solidaridad       | 1 369            |
| Otras localidades | Otras localidades | 6 419            |
| Total municipal   | Total municipal   | 32 678           |

## Migración
El índice de intensidad migratoria se ubicó 62.17 puntos que lo ubican en un grado de intensidad migratoria Medio.

## Pobreza por carencia social
Respecto a las carencias sociales en 2020, destaca que el indicador de carencia por acceso a la seguridad social es el acceso a la seguridad social, con un 70.3 por ciento, que en términos absolutos representa 21,745 habitantes. En contraste, el que menos proporción de población presentó fue el de calidad y espacios de la vivienda, con el 2.8 por ciento. Otros indicadores como acceso a servicios de salud, rezago educativo, acceso a servicios básicos de la vivienda y acceso a la alimentación se ubicaron 41, 26, 13 y 5 siguiendo el orden.

## Economía y empleo
Conforme a la información del Directorio Estadístico Nacional de Unidades Económicas (DENUE) de INEGI, el municipio de Jalostotitlán cuenta con 1,690 unidades económicas al mes de mayo de 2024 y su distribución por sectores revela un predominio de establecimientos dedicados a Comercio, siendo estos el 44.02% del total en el municipio.

### Empleos
Para junio de 2024 el IMSS reportó un total de 3,290 trabajadores asegurados, lo que representó para el municipio de Jalostotitlán un incremento anual de 577 trabajadores en comparación con el mismo mes de 2023, debido al alza del registro de empleo formal de algunos de sus grupos económicos principalmente el de Ganadería. En función de los registros del IMSS el grupo económico que más empleos presentó dentro del municipio de Jalostotitlán fue el de Fabricación de alimentos, ya que en junio de 2024 registró un total de 544 trabajadores concentrando el 16.53% del total de asegurados en el municipio. El segundo grupo económico con más trabajadores asegurados fue el de Ganadería, que para junio de 2024 registró 404 trabajadores asegurados que representan el 12.28 % del total de trabajadores asegurados a dicha fecha. El tercer grupo con mayor número de trabajadores asegurados es el de compraventa de gases, combustibles y lubricantes con el 10.3 %.

## Índice de desarrollo municipal (IDM)
Jalostotitlán obtiene un desarrollo institucional Bajo con un IDM-I de 52.2.

## Promedio mensual de carpetas de investigación abiertas
Durante el periodo de junio 2023 a mayo de 2024, se abrieron un total de 347 carpetas de investigación con un promedio mesual de 29 carpetas abiertas, en donde el delito con mayor investigación fue el de robo a vehículo automotor. 

## Política

### Subdivisión administrativa
El municipio se compone de la cabecera municipal Jalostotitlán, numerosas rancherías y algunas delegaciones, de las cuales las más pobladas son:
- San Gaspar de los Reyes (delegación)
- Teocaltitán de Guadalupe (delegación)
- San Nicolás de las Flores (delegación)

### Representación legislativa
Para la elección de diputados locales al Congreso de Jalisco y de diputados federales a la Cámara de Diputados federal, el municipio de Jalostotitlán se encuentra integrado en los siguientes distritos electorales:
Local:
- Distrito electoral local 15 de Jalisco con cabecera en La Barca.[7]

Federal:
- Distrito electoral federal 15 de Jalisco con cabecera en Tepatitlán de Morelos.[8]

### Presidentes municipales
- (2004 - 2006): Salvador Razo Arias
- (2006 - 2009): Roberto Pérez Hernández
- (2010 - 2012): Juan Carlos Reynoso Reynoso
- (2013 - 2015): Jorge Octavio Martínez Reynoso
- (2015 - 2018): Guadalupe Romo Romo
- (2018 - 2021): Jesús González González
- (2021 - 2024):José Álvarez Campos
- (2024 - 2027): Judith Macías Ramírez